# Bröl (Much)
Bröl ist Ortsteil der Gemeinde Much im Rhein-Sieg-Kreis. Der Ort wurde 1428 erstmals urkundlich genannt als Broell.

## Lage
Bröl liegt im Homburger Bröltal. Nachbarorte sind nördlich Bruchhausen und Röttgen, südöstlich Bölkum und südwestlich Hoffnungsthal und Neßhoven. Der Ort ist über die Landesstraße 350 erreichbar.

## Einwohner
1901 hatte das Dorf 73 Einwohner. Dies waren die Haushalte Ackerer Wilhelm Brambach, Ackerer Hoh. Franken, zwei Schuster Peter Franken, Ackerin Wwe. Peter Heidgen, Ackerin Wwe. P. W. Horbach, Zimmerer Wilhelm Kaltenbach, Ackerer Wilhelm Josef Knipp, Ackerer Joh. Peter Kreuzer, Bäcker Wilhelm Kreuzer, Ackerin Wwe. P. J. Oberdörfer, Näherin Elisabeth Oberst, Ackerer Peter Röger, Ackerer Heinrich Schmitz, Zimmerer J. P. Schumacher, Ackerer Peter Josef Steimel und Ackerer Wilhelm Weiand.
Das Dorf ist beim Bröltaler Erntedankzug aktiv beteiligt.